# Парсии
Парсии — античное ираноязычное племя,  жившее на территории Каспианы, Пайтакарана и Баласакана.

## История
Страбон сообщает, что анариаков, живущих в Утии, “теперь называют парсиями”. Интересно отметить, что Фавст Бузанд, рассказывая о событиях lV в. до н.э. упоминает рядом с областью Пайтакаран область Парск ("страну парсов”), которую, по-видимому, можно отождествлять с парсиями-анариаками Страбона. Можно полагать, что парсии ещё во времена Фавста Бузанда обитали в Пайтакаране. Есть некоторые основания полагать, что парсии происходили из среды тех племён, откуда вышли и предки персов. Интересно также отметить, что население Апшерона, а именно таты, свой язык именует парси. Некоторыми историками было исправлено называние с “анариаков” на “араниаков”, полагая, что оно возможно происходит от имени легендарного прародителя албанских племён — Арана.  — А другие полагают, что название “анариаки” возникло на почве ассоциации с геродотовскими “энареями”, являвшими собой особую касту скифских жрецов. Скифскую теорию подтверждает как раз Буданова В. П., считая, что анариаки были племенем скифского происхождения. По другой версии племя парсиев или паррасиев жило в стране упоминаемое Страбоном Каспк (Каспиана античных авторов).
Уильям Тарн предлагает видеть в пасиях народность по имени «парсии», сопоставляя это название с именами двух селений в Паропамисадах, куда, по его мнению, переселилась часть этого племени. Он также отождествлял их с хорасмиями. Уже С.П.Толстов в своей рецензии отметил отсутствие достаточной аргументации этого мнения и предпочел этимологию Томашека «апасиаки/пасики». Впрочем, доказательств такого предположения также нет. Страбон писал, что в страну апасиаков бежал Арсак, спасаясь от Селевка Каллиника, связывая это племя с Парфией и с более ранним временем - серединой III в. до н.э. В стране Парсуаш, упоминаемой и ассирийскими, и урартийскими текстами, персидские племена жили, несомненно, вместе с другими, не родственными им племенами. В этой области локализует Страбон племя «парсиев», которое является, согласно его же свидетельству, частью народа «анариаков», т. е. «неарийцев*. К имени этого племени «парсии» восходит, вероятно, название страны «Парсуаш». Однако, здесь же надо отметить, что те или иные арийские племена нередко называли родственные, но враждебные им племена “неарийцами”.